# 恋乃夜まい
恋乃夜 まい（こいのや まい）は、プロプロ-プロダクションに所属するバーチャルライバー、バーチャルアイドル。キャラクターデザインはMAIRO。主な活動場所はYouTubeとbilibili。
プロプロ-プロダクション製作の2Dアバターを使用し、トークやASMRを主体とした生放送を配信している。

## 来歴
2021年
- プロプロ-プロダクションオーディションから選ばれ、3月にTwitterで初ツイートをし活動を開始。3月19日、Youtubeに初めて動画を投稿した。
- 4月21日、デビュー1か月でチャンネル登録者10万人突破[4]。
- 5月13日、bilibiliにCH開設を発表[5] 2022年1月1日現在のCH登録数は54.6万人[6]
- 5月14日、上記翌日bilibiliのCH登録数10万人を突破
- 6月6日、twitterのフォロワーが4万人を突破
- 10月13日、マナシスリフレイン[7]の正式サービス開始に伴うタイアップ企画に参加(時事通信より)[8]
- 12月28日、YoutubeCHの登録者数が20万人を突破[9]

2022年
- 1月6日、twitterのフォロワーが5万人を突破[10]
- 恋の夜まい ファンクラブ 舞踏会を開設[11]
- 3月12日、VtuberFes2022[12]アンバサダーに就任[13]
- 4月15日、ポップアップストア渋谷モディにてイベント開催
- 5月22日、CAMPFIREで恋乃夜まい3D化支援プロジェクトを開始し、開始1時間で300万円の目標を達成。[14]
- 6月21日、上記クラウドファウンディングを終了、最終調達金額は809万円。 [14]
- 7月、Youtubeのチャンネル動画再生回数が累計で1000万回を突破。

2023年
- 6月18日、3Dモデルが完成、単独初ライブを実施[15]

## 人物
「毎日が同じでつまらない」とVtuberになることを決意
プロプロ-プロダクションのオーディション　にスカウトされた事がきっかけ。
保育の資格を所持、ピアノが得意。
Vtuberでの3Dライブが現在の目標
ASMRのライブ配信が人気で配信翌日に再生回数が4万回を超える事もある。

### 基礎情報
ドキドキを食べるために
異世界からやってきた恋の魔女💗
人をドキドキさせるのが楽しいらしく、
いつも無邪気に笑っている。
甘えん坊なおねえさん💗

### 趣味・嗜好
中国語が話せて、ピアノが特技、趣味はバチェラーの視聴、好きなお酒はMozartのチョコレートのリキュール。
ゲームは苦手ながら好きになってきている。

### 芸風
配信開始の際に「こんまい」、終了の際は「おつゆゆ」と挨拶するのが定番。配信内容はASMR、歌枠、雑談、ゲーム実況など様々である。

### 交友関係
プロプロメンバー2期生との交流が多く、ディスコードで頻繁にやりとりをしていると明かしている。
猟奇ちゃきと仲が良い。

## 評価
- 他メンバーからは20万人達成時「毎日頑張った結果」と言われている。

## タイアップ
- マナシスリフレイン正式サービス開始記念３.： ほのぼの3日間生配信！ 人気VTuberが続々登場！[21]
- hello, world 2022(HW2022)キズナ・アイ休止前のラストライブにゲスト出演者として参加[22]
- 2022年4月29-30に幕張メッセにて開催、VtuverFes2022[12]にアンバサダーとして参加。[13]
- 2022年4月15日 株式会社Coms 『VTuber Fes Japan 2022 サイン入りダイカットステッカー(マルイ限定販売)』[23]
- 2022年4月23日ドワンゴジェイピーストア「VTuber Fes Japan × おしゃべりフェス in 超会議」グッズ通販[24]
- 2022年5月16日CAPCOM カプとれ×プロプロプロダクション2期生コラボ[25]
- 2022年11月12-20パセラリゾーツ×プロプロプロダクションコラボ「プロプロカフェ開催」[26]
- 2023年2月18日 プロプロプロダクションといっしょにみる！ 『ひぐらしのなく頃に』【出演：恋乃夜まい・咲夜あずさ・白瀬あおい・猟奇ちゃき】[27]

## ディスコグラフィ

### アルバム
| 発売日         | タイトル | 楽曲           | 歌唱                                                   | 規格 | 規格品番 | 備考 |
| -------------- | -------- | -------------- | ------------------------------------------------------ | ---- | -------- | ---- |
| 2022年11月16日 | PROPRISM | 喜劇           | 恋乃夜まい                                             | CD   | ZORD-035 |      |
| 2022年11月16日 | PROPRISM | ミックスナッツ | 華月みくる、花雲りん、恋乃夜まい、紫槻セナ、猟奇ちゃき | CD   | ZORD-035 |      |

## 所属プロダクション
| プロプロダクション | プロプロダクション | プロプロダクション | プロプロダクション | プロプロダクション | プロプロダクション | プロプロダクション |
| ------------------ | ------------------ | ------------------ | ------------------ | ------------------ | ------------------ | ------------------ |
| メンバーリスト     | 1期生              | 夢咲 ミア          | 甘ノ星ちろる       | 華月 みくる        | 海月 ゆる          | 朔桜 衣澄          |
| メンバーリスト     | 2期生              | 恋乃夜まい         | 白瀬 あおい        | 花雲 りん          | 憩居 ももあ        | 咲夜 あずさ        |
| メンバーリスト     | 3期生              | 水羽 そら          | 紫槻 セナ          | ﾊﾙ・ﾚﾖﾝ・ﾍﾞｰﾙ      | 火乃鳥めら         | 海童あのね         |
| メンバーリスト     | 3.5期生            | 猟奇ちゃき         |                    |                    |                    |                    |